# Lista chorążych reprezentacji Burkiny Faso na igrzyskach olimpijskich
Lista chorążych reprezentacji Burkiny Faso na igrzyskach olimpijskich – lista zawodników i zawodniczek reprezentacji Burkiny Faso, którzy podczas ceremonii otwarcia nowożytnych igrzysk olimpijskich nieśli flagę Burkina Faso.

## Chronologiczna lista chorążych
| Lp. | Rok i miejsce    | Chorąży              | Dyscyplina    |
| --- | ---------------- | -------------------- | ------------- |
| 1   | 1972, Monachium* | b.d.                 |               |
| 2   | 1988, Seul       | b.d.                 |               |
| 3   | 1992, Barcelona  | b.d.                 |               |
| 4   | 1996, Atlanta    | Franck Zio           | Lekkoatletyka |
| 5   | 2000, Sydney     | Sarah Tondé          | Lekkoatletyka |
| 6   | 2004, Ateny      | Mamadou Ouedraogo    | pływanie      |
| 7   | 2008, Pekin      | Aïssata Soulama      | Lekkoatletyka |
| 8   | 2012, Londyn     | Severine Nebie       | Judo          |
| 9   | 2016, Rio        | Rachid Sidibé        | Judo          |
| 10  | 2020, Tokio      | Angelika Ouedraogo   | pływanie      |
| 10  | 2020, Tokio      | Hugues Fabrice Zango | Lekkoatletyka |

* - jako Górna Wolta